# Sociedad Deportiva Eibar 2018-2019
Questa voce raccoglie le informazioni riguardanti la Sociedad Deportiva Eibar nelle competizioni ufficiali della stagione 2018-2019.

## Maglie e sponsor
| Casa | Trasferta | Terza divisa |

Sponsor ufficiale: Avìa
Fornitore tecnico: Puma

## Organico

### Rosa
Aggiornata al 19 maggio 2019.
| N. |                       | Ruolo | Calciatore        |
| -- | --------------------- | ----- | ----------------- |
| 1  | Serbia (bandiera)     | P     | Marko Dmitrović   |
| 2  | Spagna (bandiera)     | D     | Jordi Calavera    |
| 3  | Spagna (bandiera)     | D     | Pedro Bigas       |
| 4  | Spagna (bandiera)     | D     | Iván Ramis        |
| 5  | Argentina (bandiera)  | C     | Gonzalo Escalante |
| 6  | Spagna (bandiera)     | C     | Sergio Álvarez    |
| 7  | Spagna (bandiera)     | A     | Marc Cardona      |
| 8  | Senegal (bandiera)    | C     | Papa Diop         |
| 9  | Spagna (bandiera)     | A     | Sergi Enrich      |
| 11 | Spagna (bandiera)     | C     | Rubén Peña        |
| 12 | Portogallo (bandiera) | D     | Paulo Oliveira    |
| 13 | Spagna (bandiera)     | P     | Asier Riesgo      |

| N. |                      | Ruolo | Calciatore      |
| -- | -------------------- | ----- | --------------- |
| 14 | Cile (bandiera)      | A     | Fabián Orellana |
| 15 | Spagna (bandiera)    | D     | José Ángel      |
| 16 | Argentina (bandiera) | A     | Pablo de Blasis |
| 17 | Spagna (bandiera)    | A     | Kike            |
| 18 | Spagna (bandiera)    | C     | Pablo Hervías   |
| 19 | Brasile (bandiera)   | A     | Charles         |
| 20 | Spagna (bandiera)    | D     | Marc Cucurella  |
| 21 | Spagna (bandiera)    | A     | Pedro León      |
| 22 | Spagna (bandiera)    | C     | Pere Milla      |
| 23 | Spagna (bandiera)    | D     | Anaitz Arbilla  |
| 24 | Spagna (bandiera)    | C     | Joan Jordán     |
| 25 | Spagna (bandiera)    | C     | Miguel Mari     |